# Mùa bão Tây Nam Ấn Độ Dương 2020–21
Mùa bão Tây Nam Ấn Độ Dương 2020–21 là một sự kiện đang diễn ra trong chu kỳ hàng năm về sự hình thành các xoáy thuận nhiệt đới. Mùa bão chính thức bắt đầu vào ngày 22 tháng 7 năm 2019 với sự xuất hiện của một vùng thời tiết nhiễu 01R, sau mạnh thành bão Alicia. Những ngày này thường phân định giai đoạn mỗi năm khi xoáy thuận nhiệt đới và xoáy thuận cận nhiệt đới hình thành trong lưu vực, nằm ở phía tây 90°Đ và phía nam Xích đạo. Bão nhiệt đới và cận nhiệt đới trong lưu vực này được theo dõi bởi Trung tâm Khí tượng Chuyên ngành Khu vực ở Réunion.

## Dòng thời gian
Vào ngày 12 tháng 11, Alicia hình thành trên phần cực đông bắc của lưu vực. Đây là mùa thứ ba liên tiếp có xoáy thuận nhiệt đới trước mùa. Alicia đã mạnh lên thành một xoáy thuận nhiệt đới vào ngày 15 tháng 11, nhanh chóng suy yếu do gió cắt dọc và vùng nước mát, và tan vào ngày 17. Vào ngày 14 tháng 11, một vùng nhiễu động nhiệt đới 2-R đã hình thành ngoài khơi bờ biển Madagascar, tuy nhiên vào ngày 16 tháng 11, hệ thống này đã không thể tồn tại tiếp được do sức cắt gió dọc bất lợi. Nó nhanh chóng suy yếu và tan biến vào ngày hôm sau.

## Mùa bão
Bảng sau cung cấp các thông tin về các xoáy thuận nhiệt đới / cận nhiệt đới trong mùa.
| Tên bão            | Thời gian hoạt động          | Cấp độ cao nhất     | Sức gió duy trì   | Áp suất              | Khu vực tác động | Tổn thất (USD) | Số người chết | Tham khảo |
| ------------------ | ---------------------------- | ------------------- | ----------------- | -------------------- | ---------------- | -------------- | ------------- | --------- |
| Alicia             | November 12 – 17             | Tropical cyclone    | 130 km/h (80 mph) | 975 hPa (28,79 inHg) | None             | None           | None          |           |
| 02                 | November 14 – 17             | Tropical depression | 55 km/h (35 mph)  | 999 hPa (29,50 inHg) | None             | None           | None          |           |
| Tổng tỷ số mùa bão |                              |                     |                   |                      |                  |                |               |           |
| 2 systems          | November 12 – Season ongoing |                     | 130 km/h (80 mph) | 975 hPa (28,79 inHg) |                  | None           | None          |           |